# Guerras de independencia de Escocia
Se conoce con el nombre de guerras de independencia de Escocia a todo un conjunto de diversas campañas militares que enfrentaron a Escocia con Inglaterra entre finales del siglo XIII y ya avanzada la segunda mitad del siglo XIV. A lo largo de dicho período y de las campañas y batallas subsiguientes, el objetivo de Inglaterra era la ocupación y anexión del territorio escocés, mientras que Escocia pretendía mantener su propia independencia frente a los ingleses.
La primera guerra de independencia (1296-1328) se inició con una invasión inglesa de Escocia, finalizando mediante la firma del Tratado de Edimburgo-Northampton en 1328. La segunda guerra de independencia (1332-1357) se produjo con motivo de la invasión de Eduardo de Balliol, apoyado por los ingleses, en 1332, finalizando a su vez en 1357 con la firma del Tratado de Berwick.
El período y todos los conflictos en su conjunto supusieron para Escocia una enorme crisis de tipo nacional, siendo una época decisiva para la posterior historia del país. Una vez finalizadas ambas guerras, Escocia había logrado mantener su estatus de nación libre e independiente, lo que había sido su objetivo a lo largo de todo el conflicto.
Hay que destacar que estas guerras tienen importancia por otros motivos, relacionados con la historia de la tecnología militar, ya que fue durante las mismas cuando hizo su aparición el arco largo como elemento clave del armamento medieval.

## La primera guerra de Independencia (1296-1328)

### Los inicios de la guerra: 1296-1328
Podemos dividir la primera guerra de Independencia de Escocia (1296-1328) en cuatro fases sucesivas: una primera fase incluye una invasión inglesa que, por el momento, tiene éxito, en 1296; durante una segunda fase tienen lugar las campañas dirigidas por William Wallace, Andrew de Moray y otros Guardianes de Escocia, entre 1297 y febrero de 1304, cuando se produce la sumisión de Escocia negociada por John Comyn; la tercera fase incluye el conjunto de nuevas campañas llevadas a cabo por Robert Bruce entre su coronación en 1306 y la victoria del Ejército escocés en Bannockburn en 1314; y la última fase se corresponde con las iniciativas diplomáticas y las campañas militares que se llevan a término por los escoceses en Escocia, en Irlanda e incluso en el norte de Inglaterra desde 1314 hasta la firma del Tratado de Edimburgo-Northampton en 1328.

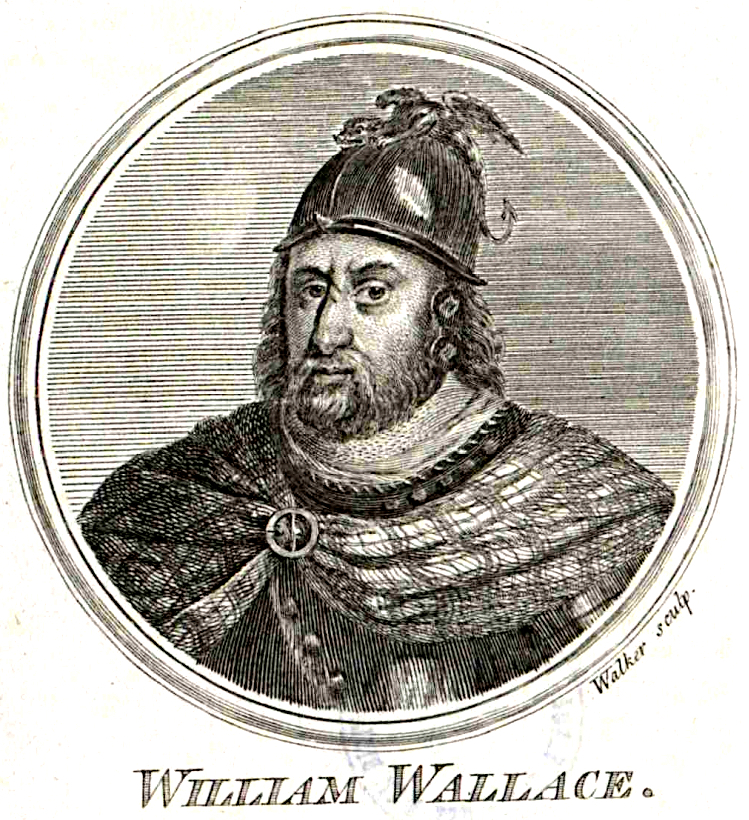
William Wallace

La guerra comienza con el saqueo de la ciudad de Berwick llevado a cabo por las tropas de Eduardo I de Inglaterra en marzo de 1296, seguido por la derrota sufrida por las tropas escocesas en la batalla de Dunbar y por la abdicación de Juan de Balliol en el mes de julio siguiente. La invasión inglesa había ya ocupado la mayor parte del territorio escocés para el mes de agosto y, tras el traslado de la Piedra del Destino desde su tradicional ubicación en la abadía de Scone, en Escocia, a la de Westminster, en Inglaterra, Eduardo I convocó el Parlamento escocés en Berwick, momento en que los nobles escoceses le rindieron homenaje en tanto que rey de Inglaterra. No obstante, Escocia distaba mucho de estar definitivamente conquistada por los ingleses.
Las revueltas que se produjeron a principios de 1297, organizadas por William Wallace, Andrew de Moray y otros nobles escoceses obligaron a Eduardo I al envío de nuevos contingentes de tropas, así como a iniciar negociaciones con los escoceses. Aunque Eduardo consiguió obligar a los nobles sublevados a capitular en Irvine, las constantes y reiteradas campañas de William Wallace y de Andrew de Moray condujeron a la primera victoria escocesa, que se produjo en Stirling Bridge; como consecuencia de esta victoria siguieron diversas incursiones escocesas en el norte de Inglaterra y el nombramiento de William Wallace como Guardián de Escocia en marzo de 1298. Sin embargo, Eduardo I planificó una nueva invasión, con la que pretendía aplastar a William Wallace y a sus seguidores, logrando derrotar una vez más a los escoceses en Falkirk. Aunque Eduardo I no hubiese conseguido someter la totalidad de Escocia antes de su regreso a Inglaterra, la reputación militar de William Wallace había quedado seriamente menoscabada, y Wallace tuvo que resignarse a vivir como un proscrito, renunciando a su cargo de Guardián de Escocia.

### Bajo el rey Robert Bruce: 1306-1314

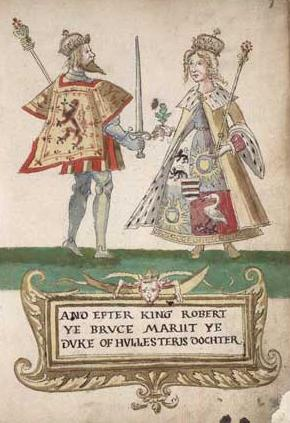
Robert Bruce y Elizabeth de Burgh.

William Wallace fue sucedido como Guardián de Escocia por Robert Bruce y John Comyn, al igual que William Lamberton, obispo de Saint Andrews, nombrado en 1299 para mantener el equilibrio entre ambos. Durante ese año, las presiones diplomáticas de Francia y del Papado persuadieron a Eduardo I de poner en libertad a Juan de Balliol, colocándolo bajo la tutela del papa; William Wallace fue enviado a Francia para solicitar la ayuda del rey francés, Felipe IV, y cabe la posibilidad de que se desplazase incluso hasta Roma.
Una serie de nuevas campañas de Eduardo I en los años 1300 y 1301 concluyeron en una tregua entre escoceses e ingleses en 1302. Tras una última campaña en 1303-1304, el castillo de Stirling, la última gran plaza fuerte escocesa aún no conquistada, cayó en manos de los ingleses y, en febrero de 1304, las negociaciones condujeron a la mayor parte de los nobles que aún no lo habían hecho a prestar homenaje a Eduardo I, aunque Robert Bruce y William Lamberton pactaron una nueva alianza con el objetivo de conseguir la corona de Escocia para Bruce y seguir con la lucha contra Inglaterra.
Tras la captura y subsiguiente ejecución de William Wallace en 1305, Escocia parecía haber sido finalmente conquistada y la revuelta aplastada pero, en 1306, durante un encuentro entre los dos últimos pretendientes al trono, Robert Bruce se peleó con John Comyn y lo mató. Parece ser que Comyn había roto un acuerdo pactado entre ambos, y había informado a Eduardo I de las intenciones de Bruce respecto de la corona de Escocia. El acuerdo roto contenía en sus estipulaciones que uno de los dos pretendientes renunciaría al Trono aunque obtendría a cambio tierras y propiedades, a la vez que apoyaba al otro pretendiente. John Comyn parece que había pensado en obtener las dos cosas, tierras y la Corona, traicionando a Robert Bruce, que tuvo noticia de la traición después de que un mensajero que transportaba escritos de John Comyn destinados a Eduardo I cayese en manos de partidarios de Bruce, lo que claramente implicaba a Comyn.
Robert Bruce reunió entonces a los prelados escoceses y a los nobles que lo seguían apoyando y se coronó como Rey de los escoceses en la abadía de Scone, dando inicio en forma inmediata a una nueva campaña militar para intentar liberar su nuevo reino de las tropas inglesas que lo ocupaban. Tras sufrir una derrota militar, fue expulsado de Escocia y declarado como fuera de la ley. Mientras se ocultaba en el fondo de una cueva y meditaba en la posibilidad de abandonar la lucha, Bruce, según afirma la leyenda, parece ser que vio cómo una minúscula araña intentaba tejer una telaraña en un hueco demasiado grande para ella. Mientras lo contemplaba, Robert Bruce pensó en lo estúpida que era la araña, hasta que se dio cuenta de que la araña había conseguido tejer la tela. Bruce consideró lo que había presenciado como una lección de que él también debía perseverar en sus intentos a pesar de que las circunstancias parecían no aconsejarlo. En 1307 dejó por fin de mantenerse oculto y, después de que se le volviesen a reunir varios escoceses, desafió en varias batallas a los ingleses. El número de sus tropas no cesó de aumentar, especialmente tras la muerte del rey Eduardo I de Inglaterra, en el mes de julio de 1307.

### De Bannockburn a Edimburgo-Northampton: 1314-1328
En 1320, un grupo de nobles escoceses transmitió al papa la Declaración de Arbroath, para presentarle la independencia de Escocia respecto de Inglaterra. Dos declaraciones similares fueron enviados igualmente por el clero y por Roberto I de Escocia. En 1322 en la batalla de Old Byland, Roberto I Bruce derrota en  Yorkshire al rey Eduardo II de Inglaterra, forzándolo a aceptar la independencia de Escocia. En 1327, Eduardo II de Inglaterra fue arrojado del trono y asesinado, y Roberto I invadió nuevamente el norte de Inglaterra, lo que forzó al nuevo rey inglés, Eduardo III, a firmar el Tratado de Edimburgo-Northampton el 1 de mayo de 1328, por el que se reconocía de facto la independencia de Escocia y se reconocía igualmente como rey de la misma a Robert Bruce, ya Roberto I de Escocia. Para que la paz quedase todavía más garantizada, el hijo y heredero de Roberto I, David, contrajo matrimonio con la hermana de Eduardo III.

## La segunda guerra de independencia (1332-1357)
Tras la muerte de Roberto I de Escocia, el nuevo rey David II era aún demasiado joven para reinar, por lo que Thomas Randolph, I conde de Moray, se convirtió en el nuevo Guardián de Escocia. No obstante, Eduardo III, aunque hubiese firmado el Tratado de Edimburgo-Northampton, estaba determinado a lavar la humillación que entendía que los escoceses le habían hecho sufrir. Para lograr sus fines, podía contar con la ayuda de Eduardo de Balliol, el hijo de Juan de Balliol, que era un nuevo pretendiente al trono de Escocia.
Eduardo III contaba con el apoyo de un grupo de nobles escoceses conocidos como los «desheredados», entre los que descollaban el ya citado Eduardo de Balliol o Henry de Beaumont. Estos nobles ya habían colaborado con los ingleses durante la primera guerra de independencia y, tras la batalla de Bannockburn, Robert Bruce les había privado de sus títulos y de sus tierras para entregárselas como premio a sus aliados. Cuando se restableció la paz, no recibieron ninguna indemnización. Estos «desheredados» deseaban recuperar sus posesiones y, finalmente, serán ellos quienes rompan la paz.
El conde de Moray falleció el 20 de julio de 1332. La nobleza escocesa se reunió en la ciudad de Perth, donde eligió a Domhnall II, conde de Mar, como nuevo Guardián de Escocia. En el entreacto, un pequeño grupo capitaneado por Eduardo de Balliol se hizo a la mar, partiendo desde el estuario Humber. Formado por nobles desheredados y por mercenarios, parece ser que eran poco más de algunos centenares de hombres.
Eduardo III seguía oficialmente en paz con David II, y sus tratos con Eduardo de Balliol eran pues voluntariamente de naturaleza discreta. Por supuesto que el monarca inglés estaba perfectamente al corriente de lo que sucedía, y lo más seguro es que Eduardo de Balliol le hubiese prestado homenaje en secreto antes de partir la expedición que dirigía, pero el plan de Balliol estaba empero condenado al fracaso. El rey inglés negó a su homónimo escocés, Eduardo de Balliol, el permiso para efectuar la invasión de Escocia a través del río Tweed, que marcaba la frontera entre Inglaterra y Escocia; en caso de que los invasores hubiesen atravesado la frontera inglesa hubiese sido excesivamente visible que se había roto el tratado entre ambos países. Eduardo III aceptó sin embargo hacer la vista gorda en el caso de que se efectuase una invasión marítima, aunque dejó claro a los conspiradores que negaría todo conocimiento, les desautorizaría y confiscaría todas sus propiedades en Inglaterra en caso de que el plan urdido por estos no tuviese éxito.
Los «desheredados» desembarcaron en Kinghorn, Fife, el día 6 de agosto. Les precedían las noticias sobre su avance y, mientras marchaban hacia Perth, se encontraron en su camino, cerrándoles el paso, un gran ejército, formado principalmente por infantería, bajo el mando directo del nuevo Guardián de Escocia, el conde de Mar.

### Eduardo de Balliol es proclamado rey
Durante la batalla de Dupplin Moor, el pequeño ejército de Eduardo de Balliol, que se encontraba dirigido por Henry Beaumont, logró derrotar a las tropas escocesas, a pesar de la superioridad numérica de las mismas. Beaumont utilizó en su victoria las mismas tácticas que los ingleses aplicarían y difundirían posteriormente durante la guerra de los Cien Años, con caballeros a pie en el centro y grupos de arqueros en las alas del ejército. Atrapados bajo una mortífera lluvia de flechas lanzadas por los arqueros, la gran mayoría de los soldados escoceses no llegaron siquiera a alcanzar la línea enemiga. Cuando finalmente terminó la masacre, el conde de Mar, Robert Bruce (un hijo ilegítimo de Roberto I de Escocia), numerosos nobles y aproximadamente 2000 escoceses más habían muerto en la batalla.
Como consecuencia del resultado de dicha batalla, Eduardo de Balliol procedió a coronarse como rey de los escoceses, en primer lugar en la ciudad de Perth y, posteriormente, en el mes de septiembre, en la abadía de Scone.
No obstante, el éxito de Eduardo de Balliol sorprendió a Eduardo III de Inglaterra que, temeroso de que la exitosa acción de Balliol prosiguiese con una invasión escocesa de Inglaterra, decidió dirigirse al frente de su ejército hacia la frontera escocesa, como medida de precaución.
En octubre de ese mismo año de 1332, Archibald Douglas, que había sido recientemente nombrado nuevo Guardián de Escocia, firmó una tregua con Eduardo de Balliol, en el que se establecía en sus cláusulas que se permitiría reunirse al Parlamento escocés para que fuese este quien decidiese quién es el verdadero rey. Eduardo de Balliol se desprendió en ese momento de la mayor parte de sus tropas inglesas y se dirigió hacia Annan, en la costa norte del fiordo de Solway. Hizo públicas dos cartas, en las cuales afirmaba que con ayuda de Inglaterra reivindicaba de nuevo su reino, afirmando igualmente que Escocia siempre había sido un feudo dependiente de Inglaterra. Prometía igualmente la cesión de tierras a Eduardo III a lo largo de toda la frontera, incluyendo Berwick-upon-Tweed, y prometía también que serviría a este durante el resto de su vida.
No obstante, Archibald Douglas atacó en diciembre a Eduardo de Balliol, que se encontraba entonces en Annan, aprovechando para sorprenderle con las primeras luces del día. La mayoría de los hombres de Eduardo murieron, pero el propio Eduardo logró escapar a través de un agujero en la pared, a medio vestir, para refugiarse en Carlisle.
En abril de 1333, Eduardo III y Eduardo de Balliol pusieron sitio a la ciudad de Berwick con un poderoso ejército inglés. Archibald Douglas intentó liberar el sitio de la ciudad en julio, pero su ejército fue derrotado y él mismo murió en la batalla de Halidon Hill. El rey David II, acompañado de la reina, prefirieron refugiarse, para mayor seguridad, en el castillo de Dumbarton; mientras que Berwick, tras la rendición efectuada ante los ingleses, fue anexionada a Inglaterra. En ese momento, la mayor parte del territorio escocés se encontraba bajo la ocupación militar inglesa, y a su vez un total de ocho condados de las Lowlands habían sido cedidos a Inglaterra por Eduardo de Balliol.
A principios del año 1334, el rey francés Felipe VI propuso a David II concederle asilo en Francia, no solo para él sino para la totalidad de su corte. Tras aceptar la propuesta, David II llegó a Francia en mayo, instalando su corte en el exilio en el Château Gaillard, en Normandía. Felipe VI decidió igualmente incluir a Escocia y a su rey, David II, en las negociaciones de paz que por esas fechas se trataban entre Francia e Inglaterra, negociaciones que acabaron por desembocar no en una paz sino en la guerra de los Cien Años.

### Eduardo III invade Escocia

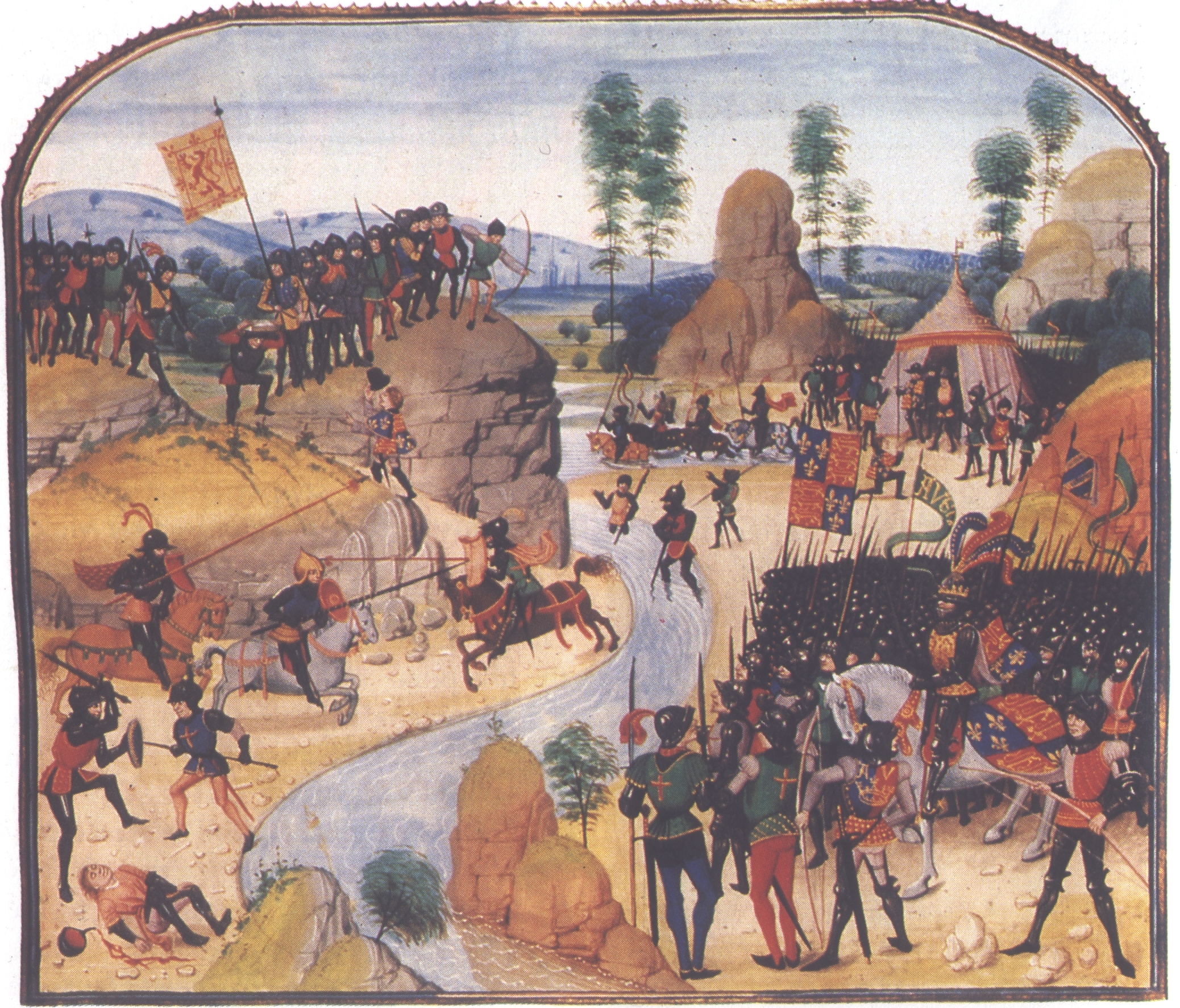
Eduardo III invade Escocia. Ilustración de una edición de las Crónicas de Froissart.

Mientras tanto, en Escocia, a pesar de la ausencia del rey David, varios Guardianes de Escocia mantenían viva la lucha contra los ingleses. En noviembre, Eduardo III de Inglaterra intentó una nueva invasión de Escocia, aunque al no lograr resultados concluyentes tuvo que hacer una pausa para afrontar el mal tiempo, en febrero de 1335. Junto con Eduardo de Balliol, regresó una vez más en julio, al frente ahora de un fuerte ejército compuesto por 13 000 hombres, avanzando directo hacia el corazón de Escocia, primero hacia Glasgow y luego hacia Perth, donde se aposentó mientras que su ejército pillaba, saqueaba y arrasaba todos los campos de los alrededores. Por esas fechas, los escoceses seguían un plan según el cual intentaban evitar las batallas campales, así como intentaban evacuar en la medida de lo posible a los habitantes de las Lowlands, para encaminarlos hacia las colinas, que se consideraban más seguras. Algunos de los jefes escoceses, especialmente David de Strathbogie, el conde de Atholl y Roberto, sobrino de Roberto I, se sometieron, no obstante, a Eduardo III en Perth.
Tras el regreso a Inglaterra de Eduardo III, los últimos jefes de la resistencia escocesa eligieron a Andrew Murray como nuevo Guardián de Escocia. Este negoció rápidamente una tregua con el rey Eduardo III con una duración fijada hasta 1336, durante la cual diversos emisarios tanto del rey de Francia como del papado intentaron lograr que se alcanzase una paz entre Escocia e Inglaterra. En enero, los escoceses presentaron una propuesta para un tratado de paz, por el que aceptaban reconocer como rey a Eduardo de Balliol, de edad avanzada y sin hijos, a cambio de que se aceptase como sucesor del mismo a David II; a la vez que este podría abandonar su exilio en Francia, pasando a vivir en Inglaterra. De todos modos, el propio David II rechazó la propuesta y la propia tregua.
En mayo, un ejército inglés, bajo el mando de Enrique de Grosmont, primer duque de Lancaster, invadió Escocia, siendo seguido por un segundo ejército inglés bajo mando directo del propio rey Eduardo III. Ambos ejércitos devastaron una amplia zona del noroeste de Escocia, saqueando Elgin y Aberdeen, a la vez que un tercer ejército inglés procedía de igual manera en el sudoeste y en el valle del río Clyde.

### La entrada de Francia en el conflicto
Como consecuencia de estas invasiones, Felipe VI de Francia comunicó que haría todo lo que estuviese en su mano para ayudar a los escoceses, y que una gran flota, acompañada de un numeroso ejército francés, estaban dispuestos y a punto para invadir no solo Escocia sino incluso la propia Inglaterra. De este modo, Eduardo III abortó de inmediato su invasión de Escocia, con lo que los escoceses, al mando de Andrew Murray, capturaron y destruyeron rápidamente las fortalezas inglesas y devastaron los campos, convirtiéndolos en inhabitables para los ingleses.
Aunque Eduardo III hubiese intentado una nueva invasión de Escocia, temía cada vez más un posible ataque francés, con lo que, hacia finales del año 1336, los escoceses habían recuperado el control de su territorio. A partir de 1338, mientras Agnes Randolph, condesa de Dunbar y de March, continuaba resistiendo a los ingleses que la asediaban en su castillo de Dunbar, Escocia conoció un período de paz, ya que Eduardo III había hecho pública su reivindicación de la corona de Francia y había destacado sus ejércitos en el Condado de Flandes, con lo que se iniciaba la guerra de los Cien Años.
De cualquier modo, en tan solo nueve años el reino que tanto le había costado organizar a Robert Bruce había quedado prácticamente destruido. Buena parte de los nobles habían muerto en los combates y la economía del reino, que tan solo había iniciado una tímida recuperación de los desastres de las guerras anteriores, había quedado una vez más reducida prácticamente a la nada. Así pues, fue una Escocia pauperizada y con una enorme necesidad de paz y buen gobierno el país que David II encontraría en junio del año 1341.
Cuando David II regresó a tierras de Escocia, estaba determinado a mostrarse digno de su ilustre progenitor, el rey Roberto I de Escocia. Decidió ignorar las treguas concluidas con Inglaterra y devolver la ayuda que había recibido del rey Felipe VI de Francia, colaborando con este durante la guerra de los Cien Años. En 1341, llevó a cabo una incursión de los ejércitos escoceses en territorio inglés, forzando de ese modo a Eduardo III a llevar a la zona un ejército para reforzar las defensas de su frontera con Escocia.

### Derrota de David II y prisión

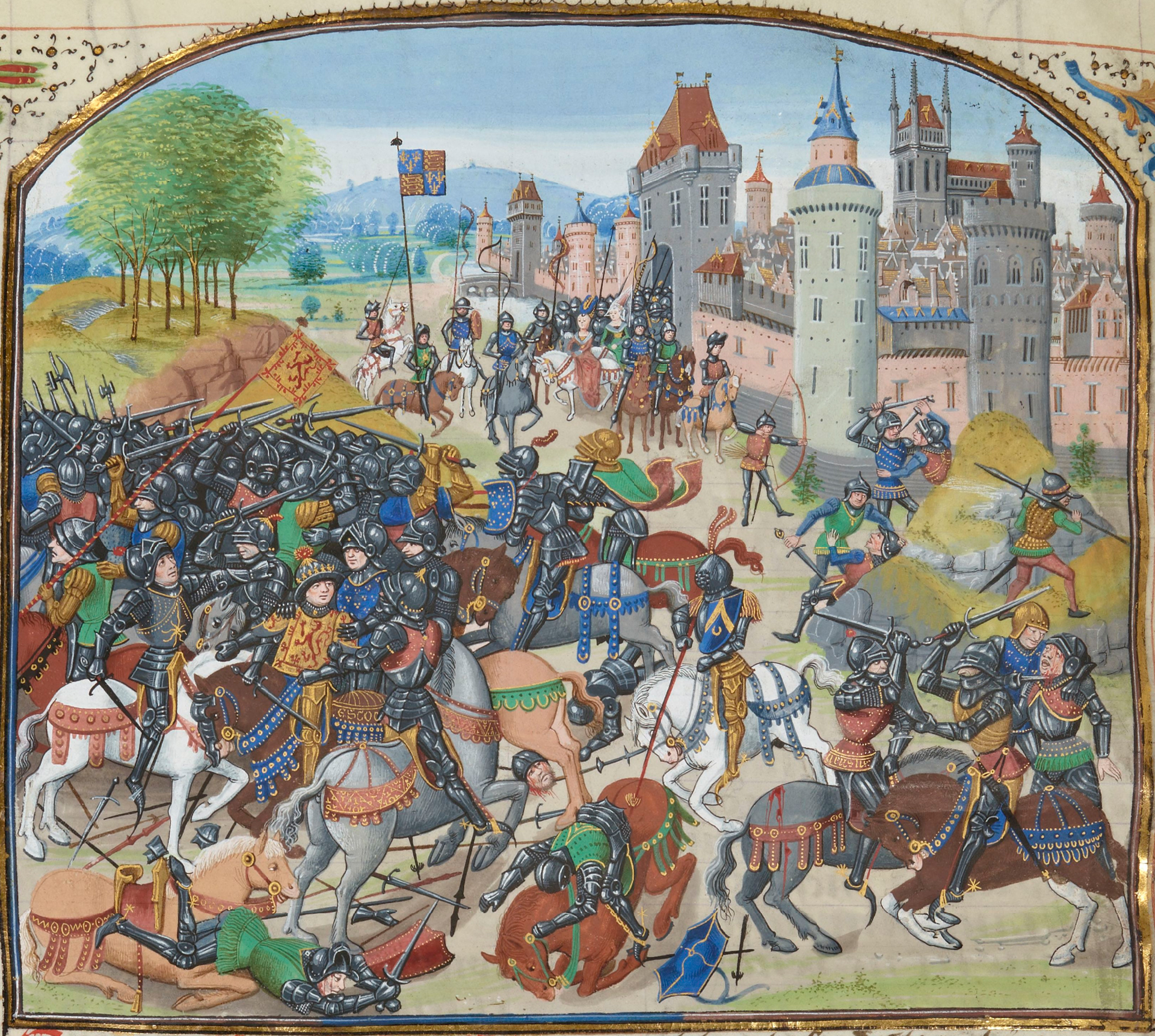
David II capturado en la batalla de Neville's Cross. Ilustración de una edición de las Crónicas de Froissart.

En 1346, tras otras incursiones escocesas, Felipe VI solicitó una invasión en toda regla de Inglaterra, con la finalidad de poder romper el cerrojo inglés sobre la ciudad de Calais, en la orilla continental del canal de la Mancha. David aceptó con entusiasmo la propuesta, y organizó y mandó personalmente un ejército formado por 12 000 hombres en dirección al sur, con la intención de acometer la conquista de la ciudad inglesa de Durham. Topó con un ejército inglés de unos 5000 hombres que avanzaba hacia el norte desde Yorkshire, siendo derrotado por dicho ejército en la batalla de Neville's Cross. El ejército escocés sufrió numerosas bajas, y el propio David II resultó por dos veces herido en el rostro por unas flechas, antes de caer prisionero de los ingleses. Tras un período de convalecencia, fue encerrado en la Torre de Londres durante un total de once años, mientras que durante dicho período Escocia era regida por su sobrino Roberto Estuardo. Eduardo de Balliol regresó poco después a Escocia al frente de una pequeña hueste, en un último intento de apoderarse nuevamente de la Corona escocesa, aunque únicamente pudo lograr enseñorearse de una parte de Galloway, viendo mermar sus fuerzas hasta 1355. Retiró sus pretensiones al trono escocés en enero del año 1356, para finalmente fallecer sin descendencia en 1364.
Finalmente, el 3 de octubre de 1357, David II fue puesto en libertad, en aplicación de las cláusulas del Tratado de Berwick, por el cual los escoceses aceptaban el pago de un enorme rescate de 100 000 merks por la liberación de su monarca, suma a pagar en un período máximo de diez años. Para poder hacer frente a los pagos anuales de una suma tan elevada de dinero, hubo que establecer fuertes impuestos. Escocia estaba en una situación penosa, que se complicó todavía más porque en el decenio anterior el país había padecido los azotes de la peste negra. La primera anualidad acordada como pago del rescate fue abonada en tiempo y forma; la segunda fue pagada con retraso, y no hubo ningún otro pago con posterioridad al segundo abono.
En 1363, David II accedió a acudir a la capital inglesa, Londres, aceptando allí que en caso de que falleciese sin hijos la corona pasase al rey inglés Eduardo o a uno de sus hijos, aunque para su coronación como rey de Escocia la Piedra del Destino regresaría a Escocia para la ceremonia. No obstante, los escoceses rechazaron este acuerdo, proponiendo continuar con el pago del rescate acordado, que había sido aumentado ya hasta la cifra de 100 000 libras, amenazando también con deponer al rey David II. Se negoció el establecimiento de una tregua de veinticinco años de duración y, en 1369, el Tratado firmado en 1365 fue derogado, siendo sustituido por uno nuevo, con cláusulas más favorecedoras para los escoceses en razón de la situación de Inglaterra, que se encontraba inmersa en la guerra contra Francia. Las nuevas cláusulas contemplaban la aceptación de que la suma ya abonada de 44 000 merks fuese deducida de la deuda inicial de 100 000, y que el complemento que faltaba se pagase en anualidades de 4000 merks a lo largo de los siguientes catorce años.
Cuando Eduardo III murió en el año 1377, todavía faltaban por pagar 24 000 merks, que ya no fueron nunca pagados. Por su parte, David II había perdido su popularidad, así como el respeto de la nobleza escocesa, tras haber contraído matrimonio con la viuda de un pequeño señor tras el fallecimiento de su esposa inglesa. David II de Escocia falleció en febrero de 1371.
Al final de la campaña, Escocia era independiente, y se mantuvo así hasta la unificación del Reino de Inglaterra y el Reino de Escocia para crear el Reino de Gran Bretaña en 1707.

### Principales batallas y acontecimientos
- Masacre de Berwick (1296)
- Batalla de Dunbar, 1296
- Batalla de Stirling Bridge, 1297
- Batalla de Falkirk, 1298
- Batalla de Roslin, 1303
- Batalla de Happrew, 1304
- Conquista de Stirling Castle, 1304
- Batalla de Methven, 1306
- Batalla de Dalry, 1306
- Batalla de Glen Trool, 1307
- Batalla de Loudoun Hill, 1307
- Batalla de Slioch, 1307
- Batalla de Inverurie, 1308
- Batalla de Pass of Brander, 1308
- Batalla de Bannockburn, 1314
- Batalla de Connor, 1315
- Batalla de Skaithmuir, 1316
- Batalla de Skerries, 1316
- Batalla de Faughart, 1318
- Toma de Berwick, 1318
- Batalla de Myton, 1319
- Declaración de Arbroath, 1320
- Batalla de Boroughbridge, 1322
- Batalla de Old Byland, 1322
- Tratado de Corbeil, 1326
- Batalla de Stanhope Park, 1327
- Tratado de Edimburgo-Northampton, 1328
- Batalla de Dupplin Moor, 1332
- Batalla de Halidon Hill, 1333
- Batalla de Dornock, 1333
- Batalla de Boroughmuir, 1335
- Batalla de Culblean, 1335
- Batalla de Neville's Cross, 1346
- Tratado de Berwick, 1357

### Personajes destacados
Escocia
- David II de Escocia
- Juan de Balliol
- Edward Bruce
- John III Comyn, Señor de Badenoch:  Guardián de Escocia (1298-1301, 1304)
- Archibald Douglas:  Guardián de Escocia (1332-1333)
- Sir James Douglas, "the Black" (el negro)
- Agnes Dunbar
- William Lamberton:  Obispo de Saint Andrews (1298-1328)
- Bernard de Linton:  Canciller (1308-1328)
- Donald Mormaer, octavo conde de Mar:  Guardián de Escocia (1332)
- Andrew de Moray
- Sir Andrew Murray:  Guardián de Escocia (1332, 1335-1338)
- Thomas Randolph, I conde de Moray:  Guardián de Escocia (1329-1332)
- Roberto I de Escocia
- John de Soulis: Guardián de Escocia (1301-1304)
- Roberto II de Escocia:  Lugarteniente (1346-1357)
- Walter Stewart
- William Wallace: Guardián de Escocia (1297-1298)
- Robert Wishart: Obispo de Glasgow (1272-1317)

Inglaterra
- Eduardo I de Inglaterra
- Eduardo II de Inglaterra
- Eduardo III de Inglaterra
- Eduardo de Balliol
- Henry Beaumont, IV conde de Buchan
- Humphrey de Bohun, IV conde de Hereford
- Juan de Bretaña, conde de Richmond (hijo de Juan II de Bretaña)
- Henry de Grosmont, I duque de Lancaster
- David de Strathbogie, X conde de Atholl
- Gilbert de Umfraville, IX conde de Angus
- Aymer de Valence, II conde de Pembroke
- John de Warenne, VII conde de Surrey

Otros personajes destacados
- Felipe IV de Francia
- Felipe VI de Francia
- Juan XXII, papa